# قائمة كنائس بطريركية أنطاكية وسائر المشرق للروم الأرثوذكس في أوروبا
توجد ثلاث أبرشيات أنطاكية أرثوذكسية في أوروبا: أبرشية ألمانيا وأوروبا الوسطى، أبرشية فرنسا وغرب وجنوب أوروبا وأبرشية المملكة المتحدة وأيرلندا.

## أبرشية ألمانيا وأوروبا الوسطى
رئيس هذه الأبرشية هو المطران إسحاق بركات. تضم الأبرشية 31 كنيسة في ألمانيا وهولندا والنمسا.
قائمة الكنائس في أبرشية بألمانيا وأوروبا الوسطى.

### ألمانيا
- كنيسة القديس بولس - بافاريا
- كنيسة القديس باييسيوس - بافاريا
- كنيسة القديس ميخائيل - بافاريا
- كنيسة القديس بطرس وبولس، بروكسال
- كنيسة القديس بطرس وبولس، مانهايم
- كنيسة القديس بطرس وبولس، بفورتسهايم
- كنيسة القديس يوحنا اللاهوتي، رويتلينجن
- كنيسة القديس يوحنا المعمدان، شتات
- كنيسة القديس جورجيوس، شفينينجن
- كنيسة القديس يوحنا الدمشقي، والدورف
- كنيسة القديس جورجيوس، برلين
- كنيسة القديس اسحق السرياني بهامبورغ
- كنيسة القديس بيتروس، هامبورغ
- كنيسة الصليب المقدس، هامبورغ
- كنيسة القديس بطرس والقديس بولس، هيسن
- كنيسة القديس نيكولاس، هيسن
- كنيسة القديس يوحنا الذهبي الفم، هيسن
- كنيسة القديس اغناطيوس، ساكسونيا السفلى
- كنيسة رئيس الملائكة جبرائيل، ساكسونيا السفلى
- كنيسة والدة الرب ماريا، ساكسونيا السفلى
- كنيسة القديس مايكل، ساكسونيا
- كنيسة التجلي، ساكسونيا
- كنيسة القديس يوسف الدمشقي، ويستفاليا
- كنيسة القديس ديميتريوس، ويستفاليا
- كنيسة القديس جورجيوس، ويستفاليا
- كنيسة والدة الإله ماريا، ويستفاليا
- كنيسة القديس رافاييل، ويستفاليا

### هولندا
- كنيسة باروشي
- كنيسة أنطونيوس دي غروتي باروتشي

### النمسا
- كنيسة القديس بطرس وبولس
- كنيسة القديس جورجيوس

## أبرشية فرنسا وغرب وجنوب أوروبا
يرأس هذه الأبرشية المطران اغناطيوس الحوشي.
قائمة الكنائس في أبرشية فرنسا وغرب وجنوب أوروبا.
- كنيسة القديسة هيلانة - باريس
- دير الراهبات المحترق - كاركاسون
- دير القيامة في فرنسا

## أبرشية المملكة المتحدة وأيرلندا
رئيس هذه الأبرشية هو المطران سلوان. تضم الأبرشية 22 كنيسة في المملكة المتحدة وأيرلندا.
قائمة الكنائس في أبرشية المملكة المتحدة وأيرلندا. 

### المملكة المتحدة
- كاتدرائية القديس جورج، لندن
- كنيسة القديس بوتولف، لندن
- كنيسة جميع القديسين في لينكولنشاير، لينكولن
- كنيسة جميع القديسين، باسيلدون
- كنيسة الصليب المقدس، موركامب
- كنيسة القيامة المقدسة، درسدن
- كنيسة القديس اثيلهيرد، لاوث
- كنيسة القديس أيدان، مانشستر
- كنيسة القديسة آن وجميع القديسين في ورشيسترشاير، برانسفورد
- كنيسة القديس كولومبا والقديس كينتيجرن، دونكاستر
- كنيسة القديس قسطنطين الكبير، يورك
- كنيسة القديس دونستان، بول
- كنيسة القديس إدوارد، أثيلهامبتون، دورشيستر
- كنيسة القديس فورسي، ساتون، بالقرب من نورويتش
- كنيسة القديس مارتن والقديسة هيلانة، كولتشيستر
- كنيسة القديس هيبالد، سكونثورب
- كنيسة القديس اغناطيوس الأنطاكي، بلفاست
- كنيسة الرسل الإثني عشر، إيستلي
- كنيسة القديس جورج، إكليس، نورفولك
- كنيسة القديس إدوارد، الملك والشهيد مع القديس باراشيفا الشهيد في روما، ليفربول

### أيرلندا
- كنيسة رعاة أيرلندا الثلاثة، دبلن